# Хуан Юйтин
Хуан Юйтин (кит. упр. 黃郁婷, пиньинь Huáng Yùtíng, род. 29 марта 1988 года) — тайваньская конькобежка, выступавшая в роликобежном спорте, шорт-треке и конькобежном спорте. Участница зимних Олимпийских игр 2018 и 2022 годов. Она была знаменосцем команды Китайский Тайбэй на церемонии открытия зимних Олимпийских игр 2022 года в Пекине.

## Биография
Хуан Юйтин родилась в семье конькобежцев, которые также познакомились в этом виде спорта. Её отец Хуан Цзиньлун является её наставником и тренером, и до сих пор отвечает за руководство обучением. Он также открыл фабрику обуви в Китае для конькобежного спорта. Юйтин начала кататься на роликовых коньках в возрасте 4-х лет, в 1990 году.  
Как роликобежец, Юйтин выиграла в 2009 году три золотые медали на Всемирных играх в Гаосюне, представляя команду китайского Тайбэя: на дистанции 300 м, 500 м, и 1000 м. На Азиатских играх 2010 года в Гуанчжоу участвовала в гонке на 300 метров на время и в спринте на 500 метров выиграла золотую медаль. Она выиграла две медали на Всемирных играх 2013 года в Кали, Колумбия: золотую в спринте на 1000 м и бронзовую в спринте на 500 м.
Она также участвовала в соревнованиях по шорт-треку и в 2007 году на Азиатских играх 2007 года в Чанчуне на дистанциях 500 м, 1000 м, 1500 м и в эстафете. В 2015 году Хуан Юйтин переключилась на конькобежный спорт и участвовала в программе переходного периода Международного союза конькобежцев [ISU] в Солт-Лейк-Сити. В 2016 году она вывихнула левую лодыжку, и ей потребовалось шесть месяцев, чтобы восстановиться.
В 2018 году она дебютировала на зимних Олимпийских играх в Пхёнчхане, где была знаменосцем команды на церемонии открытия и заняла 22-е место на дистанции 500 м, 20-е на 1000 м и 26-е место в беге на 1500 м. Она стала первой женщиной-конькобежкой, которая представляла китайский Тайбэй на зимних Олимпийских играх. В 2019 году на чемпионате мира на отдельных дистанциях в Инцелле осталась на 21-м месте в забеге на 1000 м, и следом на чемпионате мира спринтерском многоборье в Херенвене заняла 21-е место в общей классификации. 
В 2020 году на чемпионате мира на отдельных дистанциях в Солт-Лейк-Сити Юйтин смогла занять 17-е место на дистанции 1000 м. Тогда же в феврале на чемпионате мира спринтерском многоборье в Хамаре остановилась на 20-м месте в многоборье. После пандемии коронавируса она выступила на этапах Кубка мира. 
На чемпионате четырёх континентов в Калгари выиграла золотую медаль на дистанции 1000 м со временем 1:14,15 сек, выиграв первую в истории китайского Тайбэя золотую медаль в конькобежном спорте на международном турнире. В феврале 2022 года она второй раз участвовала в зимних Олимпийских играх в Пекине и вновь осталась в третьем десятке, заняв 26-е места на дистанциях 500 и 1500 метров и 24-е на 1000 метров. На играх она объявила о завершении карьеры.

## Скандалы
Незадолго до Олимпиады в Пекине Юйтин опубликовала в Facebook тренировочное видео в костюме китайской национальной сборной, после чего она получила много отрицательных отзывов от тайваньских онлайн-пользователей. В ответ она заявила в Instagram, что наряд был подарком от спортсменки, которая была в китайской команде, с которой она подружилась в Германии. Хо Чживэй, член законодательного собрания Юаня от правящей Демократической прогрессивной партии (DPP), раскритиковал Хуан Юйтин, потребовав, чтобы она "заткнулась", а также поддержал закон, который наказывал бы спортсменов, таких как Хуан, запретами на спортивные мероприятия. 3 марта 2022 года Администрация спорта Тайваня объявила, что приостановит субсидии Хуан Юйтин на тренировки и соревнования на двухлетний период.

## Личная жизнь
Хуан Юйтин училась в Национальном университете Сунь Ятсена в Гаосюне на факультете Бизнес-администрирование и управление бизнесом. Она любит путешествовать, рисовать, просматривать фильмы, музыку, чтение, а также увлекается дизайном и фотографией.